# Huguenot Memorial Bridge
Le pont Huguenot memorial bridge est un ouvrage d'art qui enjambe la rivière James dans l'État de Virginie aux États-Unis.
Le Huguenot memorial bridge fut construit en 1949 et inauguré en 1950. Il permettait de répondre à l'accroissement de la circulation routière entre les comtés de Henrico et de Richmond et de remplacer l'ancien pont de Westham Bridge qui datait de 1911 et ne correspondait plus aux normes notamment sur le plan routier et sur le plan sécuritaire, car il était sujet aux inondations lors des crues de la rivière James et aux très hautes marées d'équinoxe.
Le pont porte le nom de « Huguenot memorial » en raison de la présence historique d'une importante communauté de réfugiés huguenots qui s'installa en Virginie au XVIIe siècle et au XVIIIe siècle afin d'échapper à la répression anti-protestante des rois Louis XIII et Louis XIV et à la révocation de l'édit de Nantes.
Le pont ayant mal vieilli et n'étant plus assez large pour répondre au développement des communautés urbaines environnantes, l'État de Virginie décida en 2008 de construire un nouvel ouvrage d'art le long de ce pont afin de doubler les capacités de transit. Les travaux débutèrent en 2010 et le nouveau pont fut inauguré le 30 juin 2012. Dorénavant le Huguenot memorial bridge est composé de deux ponts parallèles situés côte à côte.